# Luis Boccardo
Luis Boccardo (Italiano: Luigi Boccardo) (Moncallieri, Italia, 9 de agosto de 1861 - Turín, Italia, 9 de junio de 1936) fue un sacerdote salesiano italiano, considerado beato por la Iglesia católica.
Fue ordenado sacerdote en 1883. En 1892 fundó dos congregaciones, las "Hermanas de Jesús Rey" y las "Hijas Pobres de San Cayetano", ambas dedicadas al cuidado y a la educación de los niños de extrema pobreza. Destacó por su amor a Cristo y a la Eucaristía, y por su ayuda social en favor de la infancia abandonada. 
Fue beatificado por el papa Benedicto XVI en 2007.
- Datos: Q5982929